# マイク・テイラー
マイク・テイラー（Mike Taylor、1938年6月1日 - 1969年1月19日）は、イングランドのジャズ作曲家、ピアニスト。
ロック・バンドのクリームの共同ソングライターとしても知られる。

## 経歴
西ロンドン・イーリング生まれ。ロンドンやケントで祖父母に育てられ、兵役義務のため空軍に加わった。
1960年代初期に入念なリハーサルおよび作曲活動を行った彼は、デニス・プレストンがプロデュースした「ランズダウン・シリーズ」のアルバムを2作レコーディングした。それがジョン・ハイズマン（ドラムス）、トニー・リーヴス（ベース）、デイヴ・トムリン（サクソフォーン）と制作したマイク・テイラー・クインテット名義のアルバム『Pendulum』（1966年）と、ハイズマン、ジャック・ブルース（ベース）、ロン・ルービン（ベース）と制作したマイク・テイラー・トリオ名義のアルバム『Trio』（1967年）である。これらは英国コロムビアから発表された。
テイラーの短いレコーディング・キャリアの間に、彼の作品の幾つかは同時代人によってレコーディングされた。ブルースが在籍していたクリームのアルバム『クリームの素晴らしき世界』（1968年8月）には、ジンジャー・ベイカー（ドラムス）が歌詞を書いた「時は過ぎて」、「ねずみといのしし」、「ゾーズ・ワー・ザ・デイズ」が収録された。ニール・アードレイ率いるニュー・ジャズ・オーケストラが1968年9月にレコーディングした『Le Déjeuner Sur L'Herbe』は、彼のオリジナル曲「Ballad」と彼がアレンジしたセゴビアの曲「Study」をフィーチャーしている。
1969年1月、エセックス州リー・オン・シー近くのテムズ川で溺死した。享年30歳。彼は長年に渡ってハシシとLSDを主とした薬物を大量に摂取していた上に、3年間もホームレスだったため、その死は殆ど全く語られなかった。
1973年、アードレイ、ハイズマン、リーヴス、イアン・カー、バーバラ・トンプソン他の著名な現代ブリティッシュ・ジャズ・プレーヤーたちがテイラーの作品をレコーディングした。2007年、この音源がトリビュート・アルバム『Mike Taylor Remembered』として独立レーベル「Dusk Fire Records」から発表された。
2015年、イタリアの作家ルカ・フェラーリ（Luca Ferrari）によるテイラーの初の伝記『Out of Nowhere』が「Gonzo Multimedia」から出版された。

## ディスコグラフィ
- Pendulum (1966年) ※Mike Taylor Quartet
- Trio (1966年) ※Mike Taylor Trio

### 関連アルバム
クリーム
- 『クリームの素晴らしき世界』 - Wheels of Fire (1968年)※楽曲提供

ニュー・ジャズ・オーケストラ
- Le Déjeuner Sur L'Herbe (1969年)※楽曲提供

トリビュート
- Remembered (2007年)※1973年録音